# Borut Pahor
Borut Pahor (n. 2 noiembrie 1963, Postojna, Comuna Postojna, Slovenia) este un politician sloven, președinte actual al Sloveniei, începând cu decembrie 2012, fost prim-ministru al Sloveniei între 2008 și 2012, ex-membru al Parlamentului European în perioada 2004-2009 din partea Sloveniei.